# アラン・マットゥーロ
アラン・マットゥーロ（スペイン語: Alan Agustín Matturro Romero, 2004年10月11日 - ）は、ウルグアイ・モンテビデオ出身のプロサッカー選手。U-20ウルグアイ代表。レバンテUD所属。ポジションはディフェンダー（センターバック）。

## 経歴

### クラブ
ペニャロールの下部組織に4年間所属した後、12歳でデフェンソール・スポルティングへと移った。当初はフォワードであったが、デフェンソールの下部組織でディフェンダーへとコンバートされた。
2021年11月10日、セグンダ・ディヴィシオン第20節のウルグアイ・モンテビデオ戦にフル出場し、プロデビュー。11月30日、プレイオフ準決勝のセロ戦でプロ初ゴールを挙げた。
インテル・ミラノもマットゥーロに関心を寄せていたが、2022年12月21日、イタリアのジェノアに移籍。2023年1月21日、リーグ第21節のベネヴェント戦に79分から途中出場し、セリエB初出場。9月28日、リーグ第6節のローマ戦に先発出場し、セリエA初出場。
2025年7月9日、スペインのレバンテに買い取りオプション付きのローン移籍。

### 代表
2019年、U-15代表としてパラグアイで開催された南米U-15選手権に出場。
2023年5月、FIFA U-20ワールドカップに参加。チームの主力として全7試合にフル出場し、守備だけでなく攻撃でも1ゴール1アシストを記録し、大会初優勝に貢献。個人としてはシルヴァー・ボール（準MVP）に選出された。

## 人物
ポテンツァ県バルヴァーノ出身の先祖を持つイタリア系の家系で、モンテビデオに生まれた。
2021年7月、COVID-19の合併症により母を亡くした。

## 個人成績
| 国内大会個人成績 | 国内大会個人成績 | 国内大会個人成績 | 国内大会個人成績 | 国内大会個人成績 | 国内大会個人成績 | 国内大会個人成績 | 国内大会個人成績 | 国内大会個人成績 | 国内大会個人成績 | 国内大会個人成績 | 国内大会個人成績 |
| 年度             | クラブ           | 背番号           | リーグ           | リーグ戦         | リーグ戦         | リーグ杯         | リーグ杯         | オープン杯       | オープン杯       | 期間通算         | 期間通算         |
| 年度             | クラブ           | 背番号           | リーグ           | 出場             | 得点             | 出場             | 得点             | 出場             | 得点             | 出場             | 得点             |
| ウルグアイ       | ウルグアイ       | ウルグアイ       | ウルグアイ       | リーグ戦         | リーグ戦         | リーグ杯         | リーグ杯         | オープン杯       | オープン杯       | 期間通算         | 期間通算         |
| ---------------- | ---------------- | ---------------- | ---------------- | ---------------- | ---------------- | ---------------- | ---------------- | ---------------- | ---------------- | ---------------- | ---------------- |
| 2021             | デフェンソール   | 5                | セグンダ         | 3                | 0                | -                | -                | -                | -                | 3                | 0                |
| 2022             | デフェンソール   | 5                | プリメーラ       | 22               | 1                | -                | -                | 4                | 1                | 26               | 2                |
| イタリア         | イタリア         | イタリア         | イタリア         | リーグ戦         | リーグ戦         | イタリア杯       | イタリア杯       | オープン杯       | オープン杯       | 期間通算         | 期間通算         |
| 2022-23          | ジェノア         | 33               | セリエB          | 2                | 0                | 0                | 0                | -                | -                | 2                | 0                |
| 2023-24          | ジェノア         | 33               | セリエA          | 6                | 0                | 2                | 0                | -                | -                | 8                | 0                |
| 2024-25          | ジェノア         | 33               | セリエA          | 13               | 0                | 1                | 0                | -                | -                | 14               | 0                |
| スペイン         | スペイン         | スペイン         | スペイン         | リーグ戦         | リーグ戦         | 国王杯           | 国王杯           | オープン杯       | オープン杯       | 期間通算         | 期間通算         |
| 2025-26          | レバンテ         |                  | ラ・リーガ       |                  |                  |                  |                  | -                | -                |                  |                  |
| 通算             | ウルグアイ       | ウルグアイ       | セグンダ         | 3                | 0                | -                | -                | 0                | 0                | 3                | 0                |
| 通算             | ウルグアイ       | ウルグアイ       | プリメーラ       | 22               | 1                | -                | -                | 4                | 1                | 26               | 2                |
| 通算             | イタリア         | イタリア         | セリエB          | 2                | 0                | 0                | 0                | -                | -                | 2                | 0                |
| 通算             | イタリア         | イタリア         | セリエA          | 19               | 0                | 3                | 0                | -                | -                | 22               | 0                |
| 通算             | スペイン         | スペイン         | ラ・リーガ       |                  |                  |                  |                  | -                | -                |                  |                  |
| 総通算           | 総通算           | 総通算           | 総通算           | 46               | 1                | 3                | 0                | 4                | 1                | 53               | 2                |

## タイトル

### クラブ
デフェンソール・スポルディング
- コパ・AUF・ウルグアイ（2022）[12]

### 代表
U-20ウルグアイ代表
- 2023 FIFA U-20ワールドカップ[11]

### 個人
- 2023 FIFA U-20ワールドカップ シルヴァー・ボール[11]